# Paste
Paste is een Amerikaans Engelstalig digitaal tijdschrift. Het hoofdkantoor staat in Atlanta en er zijn studio's in Atlanta en New York. Het tijdschrift is eigendom van Paste Media Group en begon in 1998 als een website. Van juli 2002 tot augustus 2010 verscheen het tevens op papier, waarna het tijdschrift weer puur online beschikbaar was.
In 2007 werd Paste door de Chicago Tribune uitgeroepen tot een van de 50 beste tijdschriften.